# 柴灣角

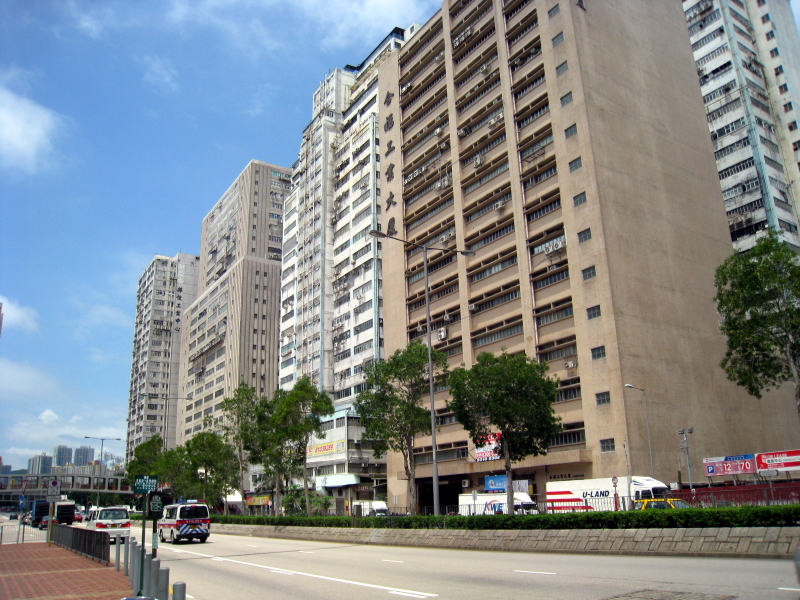
柴灣角工業區

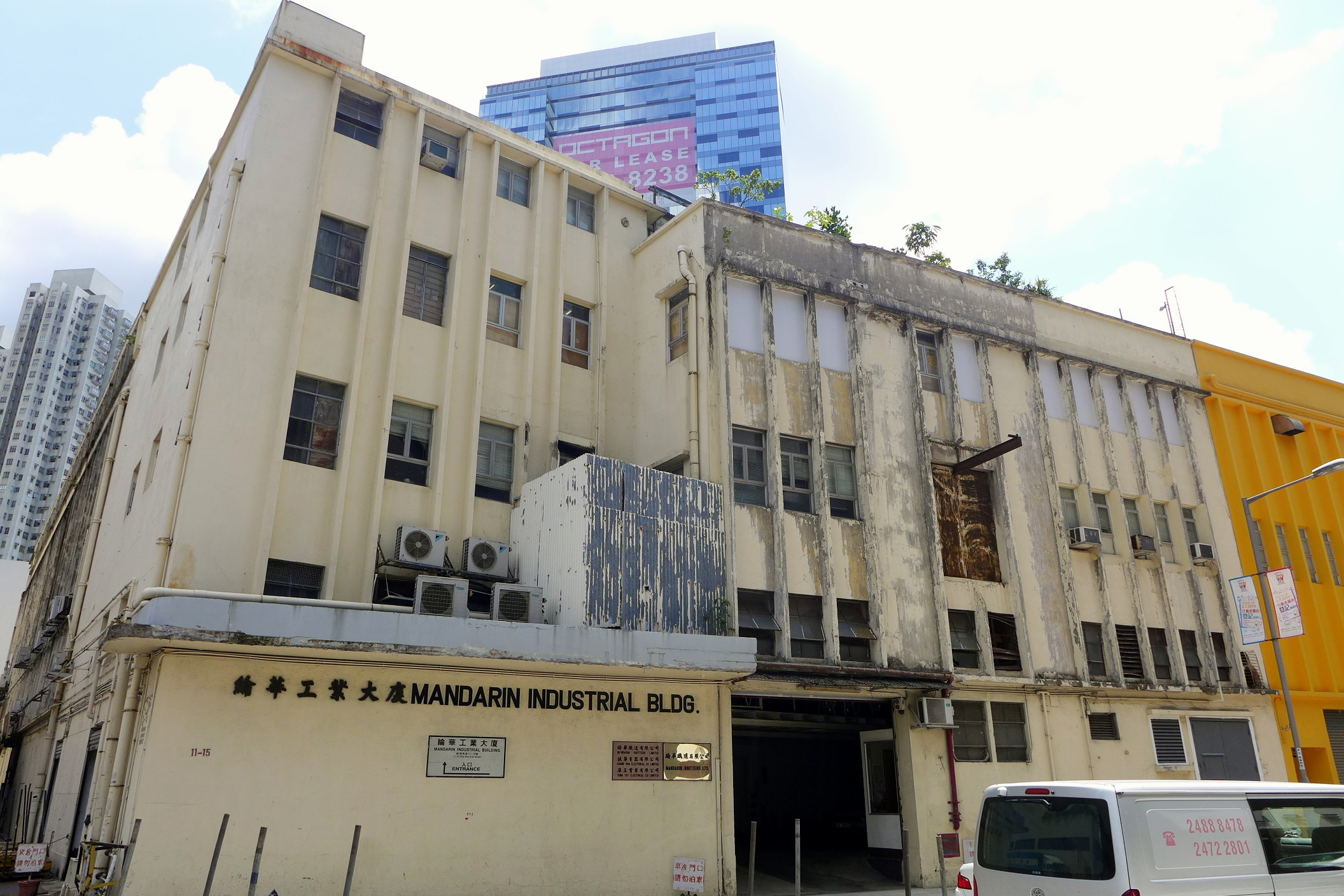
星星地產在2013年底以1.73億元購入荃灣綸華工業大廈，大廈已在2016年拆卸

柴灣角（英語：Chai Wan Kok）是香港的一個地方，位於新界荃灣西部，荃灣市中心與荃灣西約之間的地區。
在1960年代荃灣填海之前，柴灣角為荃灣海灣北部的海角，填海後則成為荃灣工業區（又稱柴灣角工業區）的一部份，即大涌道與青山公路之間的地區，而該處鄰近屯門公路，而柴灣角亦包括又被稱為「西柴灣角」的荃景圍西。
柴灣角歷史悠久，據香港古物古蹟辦事處一九九一年出版的《香港文物》記載，柴灣角曾發現過新石器時代文物及兩漢時期的文物。
近年隨著香港經濟轉型，區內不少工業大廈被拆卸重建或改建，由新型工貿大樓或商業大樓取代。

## 住宅屋苑
- 愉景新城
- 荃威花園
- 荃德花園
- 家興大廈
- 翠豐臺
- 千里臺
- 錦豐園

## 工商建築
- 南豐紗廠
- 有線電視大樓

## 中學
- 保良局李城璧中學
- 仁濟醫院林百欣中學
- 紡織學會美國商會胡漢輝中學

## 小學
- 柴灣角天主教小學
- 中華基督教會基慧小學

## 幼稚園
- 荃威幼稚園
- 天主教領報幼稚園 （页面存档备份，存于）
- 心怡天地幼稚園 （页面存档备份，存于）

## 社區設施
- 柴灣角遊樂場
- 柴灣角休憩花園
- 香港港安醫院–荃灣
- 柴灣角熟食市場

## 著名地點
- 南豐紗廠 The Mills
- 嘉達環球中心
- TML廣場
- 有線電視大樓
- ONE MIDTOWN
- 聖母領報堂

## 道路
- 柴灣角街
- 荃景圍
- 安賢街
- 安逸街
- 安育路
- 元荃古道（荃灣入口）

## 圖片

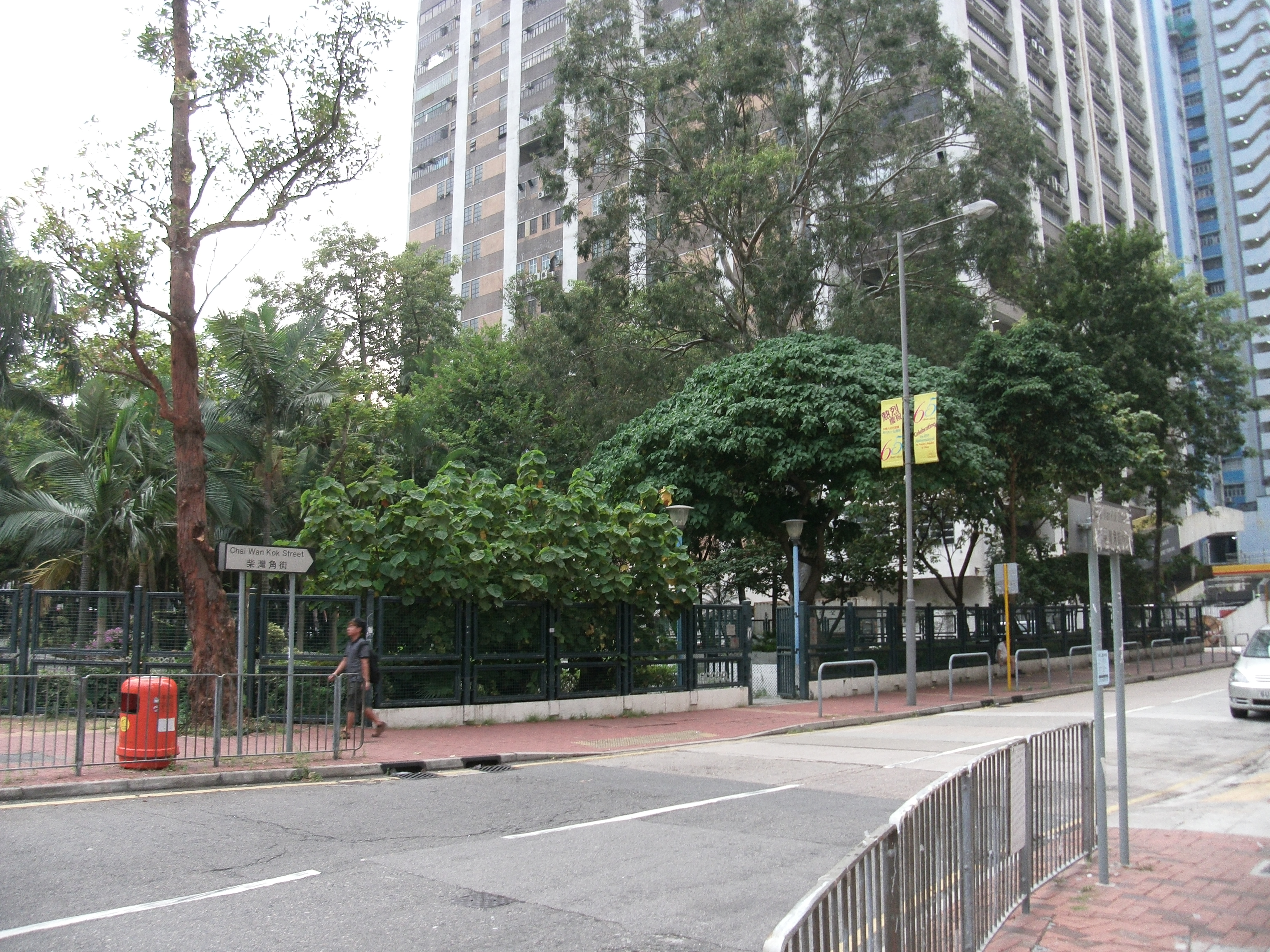
柴灣角街
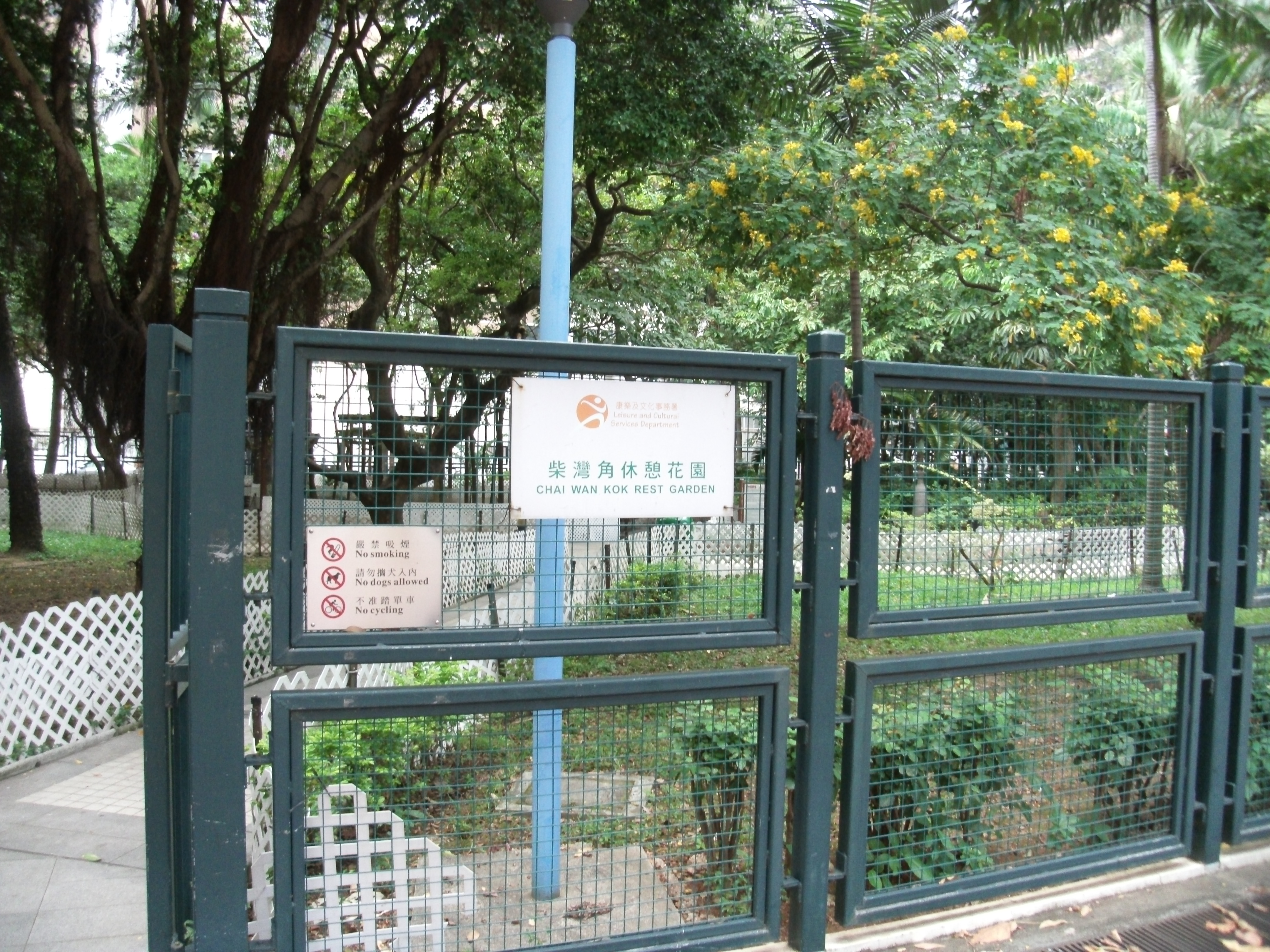
柴灣角休憩花園
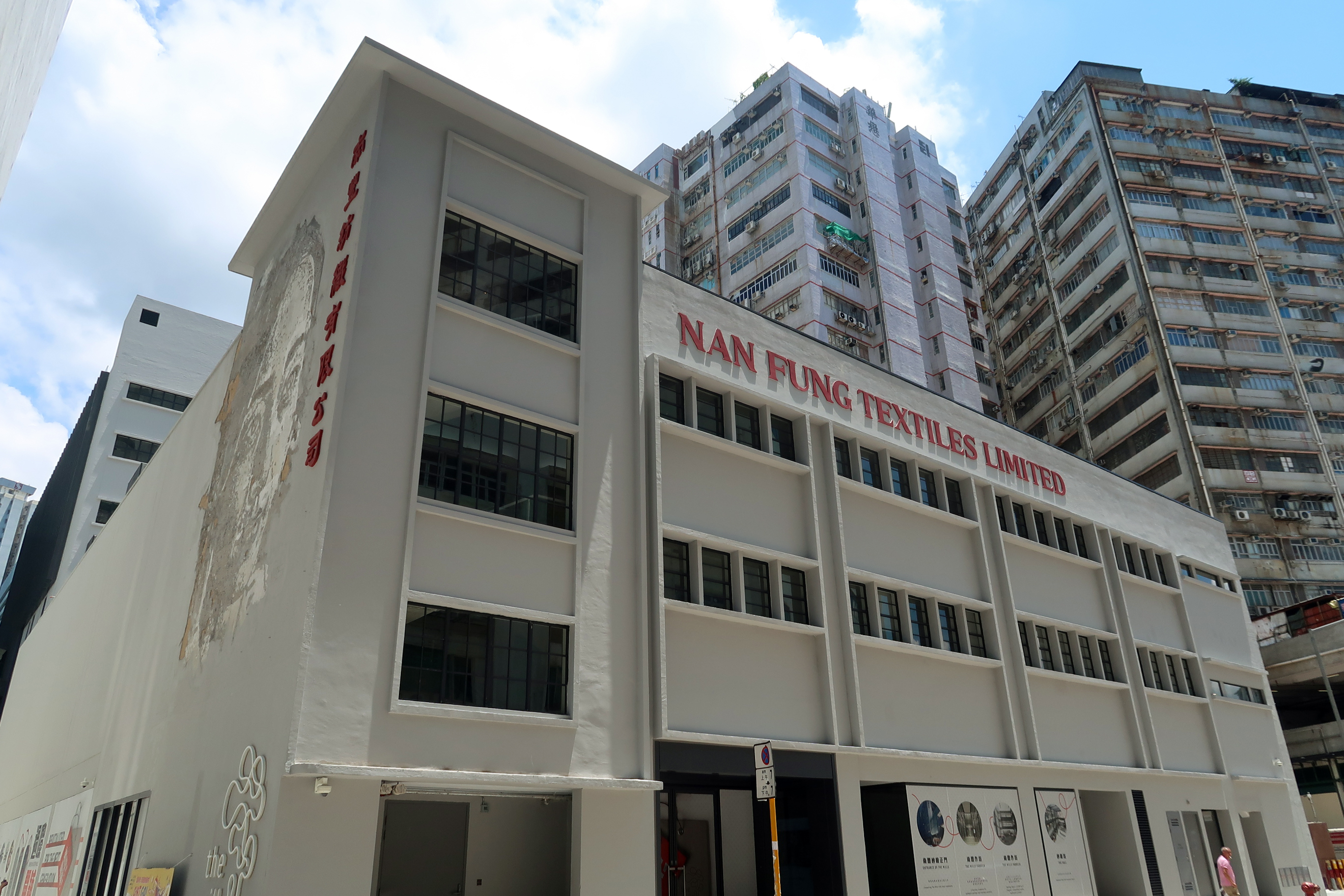
南豐紗廠

## 區議會議席分佈
由於工業區內沒有住宅（唯2000年以前海興路、海盛路一帶設有臨時房屋區而有居住人口），所以全區往往劃入荃灣西約所屬內的選區。
| 年度/範圍                                            | 2000-2003 | 2004-2007 | 2008-2011 | 2012-2015 | 2016-2019 | 2020-2023 |          |          |          |            |            |
| ---------------------------------------------------- | --------- | --------- | --------- | --------- | --------- | --------- | -------- | -------- | -------- | ---------- | ---------- |
| 荃威花園、荃德花園、錦豐園、翠豐臺、家興大廈、千里臺 | 荃威選區  | 荃威選區  | 荃威選區  | 荃威選區  | 荃威選區  |           |          |          |          |            |            |
| 青山公路－荃灣段以南、大涌道以西 （即柴灣角工業區）  | 荃威選區  | 荃威選區  | 荃威選區  | 荃威選區  | 荃威選區  | 麗興選區  | 麗興選區 | 麗興選區 | 麗興選區 | 荃灣西選區 | 荃灣西選區 |

註：以上主要範圍尚有其他細微調整（包括編號），請參閱有關區議會選舉選區分界地圖及條目。